# Harold Norman Moldenke
Pour les articles homonymes, voir Moldenke.
Harold Norman Moldenke (né en 1909 - mort le 7 janvier 1996) est un botaniste et taxinomiste américain.